# 1961 في جمهورية أيرلندا
فيما يلي قوائم الأحداث التي وقعت خلال عام 1961 في جمهورية أيرلندا.

## سياسة

### تعيين في المنصب
- 11 أكتوبر – أرسكين تشايلدرز هاميلتون نائب دييل.
- 11 أكتوبر – باتريك هوجان نائب دييل.
- 11 أكتوبر – بادريج فولكنر نائب دييل.
- 11 أكتوبر – تشارلز هوهي نائب دييل، وزير العدل والمساواة [الإنجليزية]‏.
- 11 أكتوبر – توم هيجينز نائب دييل.
- 11 أكتوبر – جاك لينش نائب دييل.
- 11 أكتوبر – جون أ كوستيلو نائب دييل.
- 11 أكتوبر – جيمس ديلون نائب دييل.
- 11 أكتوبر – دينيس جونز نائب دييل.
- 11 أكتوبر – شون تريسي نائب دييل.
- 11 أكتوبر – شيموس باتيسون نائب دييل.
- 11 أكتوبر – فرانك ايكن نائب دييل.

### انتهاء فترة المنصب
- 1 سبتمبر – أرسكين تشايلدرز هاميلتون نائب دييل.
- 1 سبتمبر – باتريك هوجان نائب دييل.
- 1 سبتمبر – بادريج فولكنر نائب دييل.
- 1 سبتمبر – تشارلز هوهي نائب دييل.
- 1 سبتمبر – توم هيجينز نائب دييل.
- 1 سبتمبر – جاك لينش نائب دييل.
- 1 سبتمبر – جون أ كوستيلو نائب دييل.
- 1 سبتمبر – جيمس ديلون نائب دييل.
- 1 سبتمبر – دينيس جونز نائب دييل.
- 1 سبتمبر – ريتشارد ملكاهي نائب دييل.
- 1 سبتمبر – فرانك ايكن نائب دييل.

## مواليد

### فبراير
- 28 فبراير – باري ماكجيجان ملاكم أيرلندي.

### مارس
- 28 مارس – أورلا برادي ممثلة أيرلندية.

### مايو
- 17 مايو – إنيا[1]

### يونيو
- 2 يونيو – ليام كونينغهام ممثل أيرلندي.

### سبتمبر
- 25 سبتمبر – روني ويلان لاعب ومدرب كرة قدم أيرلندي.[2]

### نوفمبر
- 5 نوفمبر – برايان كينيدي
- 8 نوفمبر – شون هوهي سياسي أيرلندي.

## وفيات

### يناير
- 14 يناير – باري فيتزجيرالد (مواليد 1888)[3]